# Clarissa Pinkola Estés
Clarissa Pinkola Estés (* 27. ledna 1945) je americká básnířka, jungiánská psychoanalytička a post-traumatická specialistka.

## Život
Clarissa Pinkola Estés, Ph.D. vyrostla na ústní a etnické tradici mexicko-španělských předků a maďarské rodiny, která ji adoptovala. Dětství prožila poblíž Velkých jezer v malé rolnické vesnici.

### Vzdělání a praxe
Estés je diplomovaná psychoanalytička Jungovy psychologické školy (International Association of Analytical Psychology) v Curychu. Studovala též na Union Institute & University, kde získala doktorát z etno-klinické psychologie za studium sociálních a psychologických vzorců v kulturních a domorodých skupinách. Je ředitelkou C. G. Jung Center for Education and Research v USA. V současnosti přednáší na různých univerzitách.

### Ženy, které běhaly s vlky
Je autorkou knih o ženské duši, její práce byly přeloženy do 38 jazyků. Kniha Ženy, které běhaly s vlky byla v deníku New York Times na seznamu nejprodávanějších knih 145 týdnů. Jde o knihu, která vychází vychází z bájí, mýtů a pohádek. Každá kapitola je založena na nějakém příběhu, např.: Modrovous, Ošklivé kačátko, Rudé boty, Moudrá Vasilisa. V jednotlivých kapitolách knihy jsou postupně odkrývány různé aspekty ženského archetypu „Divošky“, která je podle Estés ukryta v každé ženě a rozplétáním příběhů se probouzí a uzdravuje. Dle recenzentky K. Mejstříkové působí kniha „(...) na hlubokých podvědomých úrovních, inspiruje a povznáší divokou podstatu každé ženy“.

## Dílo
- Clarissa Pinkola Estés: Probuďte silnou ženu, Pragma 2019
- Clarissa Pinkola Estés: Ženy, které běhaly s vlky, Pragma 2018